# Jacobsdorf
Jacobsdorf est une commune de l’arrondissement d'Oder-Spree, au Brandebourg, en Allemagne.